# Everything Remains As It Never Was
Everything Remains as It Never Was – czwarty album szwajcarskiego zespołu folkmetalowego - Eluveitie. Został wydany 19 lutego 2010 roku przez niemiecką wytwórnię Nuclear Blast.

## Lista utworów
1. "Otherworld" - 1:57
2. "Everything Remains as It Never Was" - 4:25
3. "Thousandfold" - 3:20
4. "Nil" - 3:43
5. "The Essence of Ashes" - 3:59
6. "Isara" - 2:44
7. "Kingdom Come Undone" - 3:22
8. "Quoth the Raven" - 4:42
9. "(Do)minion" - 5:07
10. "Setlon" - 2:36
11. "Sempiternal Embers" - 4:52
12. "Lugdūnon" - 4:01
13. "The Liminal Passage" - 2:15

Limitowana edycja
1. "Otherworld Set" - 2:34
2. "The Liminal Passage Set" - 2:49

DVD
1. Videoclip of "Thousandfold"
2. Making of the videoclip
3. A closer look at the lyrics
4. Making of the album
5. Recording of "Thousandfold"
6. Recording of "(Do)minion"
7. Recording of "Quoth the Raven"